# Melodrama World Tour
A Melodrama World Tour é a segunda turnê da cantora neozelandesa Lorde, em suporte de seu segundo álbum de estúdio, Melodrama (2017). O seu início ocorreu em 26 de setembro de 2017, em Manchester, na O2 Manchester Apollo. A digressão conta com 70 apresentações no total, passando pela América do Norte, Europa, Oceania,  Ásia e América do Sul. Khalid foi o ato de abertura da leg europeia e George Marple foi o ato de abertura da leg australiana. Para a leg norte-americana, o grupo Run the Jewels, Tove Styrke Mitski serão os atos de abertura.

## Repertório
1. "Homemade Dynamite"[a]
2. "Magnets"
3. "Tennis Court"
4. "Hard Feelings"
5. "Buzzcut Season"
6. "Sober"
7. "The Louvre"
8. "Ribs"
9. "Liability"
10. "Liability (Reprise)"
11. "A World Alone"
12. "Somebody Else" (cover da banda The 1975)
13. "Supercut"
14. "Royals"
15. "Perfect Places"
16. "Team"
17. "Green Light"

Encore
1. "Loveless"

## Datas
| Data                       | Cidade           | País             | Local                        | Atos de abertura           |  |  |
| Etapa 1 – Europa           | Etapa 1 – Europa | Etapa 1 – Europa | Etapa 1 – Europa             | Etapa 1 – Europa           |  |  |
| -------------------------- | ---------------- | ---------------- | ---------------------------- | -------------------------- |  |  |
| 26 de setembro de 2017     | Manchester       | Inglaterra       | O2 Apollo Manchester         | Khalid                     |  |  |
| 27 de setembro de 2017     | Londres          | Inglaterra       | Alexandra Palace             | Khalid                     |  |  |
| 30 de setembro de 2017     | Brighton         | Inglaterra       | Brighton Centre              | Khalid                     |  |  |
| 1 de outubro de 2017       | Birmingham       | Inglaterra       | O2 Academy Birmingham        | Khalid                     |  |  |
| 2 de outubro de 2017       | Glasgow          | Escócia          | O2 Academy Glasgow           | Anna of the North          |  |  |
| 4 de outubro de 2017       | Tilburg          | Países Baixos    | 013                          | Khalid                     |  |  |
| 5 de outubro de 2017       | Paris            | França           | Zénith de Paris              | Khalid                     |  |  |
| 6 de outubro de 2017       | Antuérpia        | Bélgica          | Lotto Arena                  | Khalid                     |  |  |
| 8 de outubro de 2017       | Lyon             | França           | Le Transbordeur              | Khalid                     |  |  |
| 9 de outubro de 2017       | Barcelona        | Espanha          | Sant Jordi Club              | Khalid                     |  |  |
| 11 de outubro de 2017      | Munique          | Alemanha         | Zenith                       | Khalid                     |  |  |
| 12 de outubro de 2017      | Milão            | Itália           | Fabrique                     | Khalid                     |  |  |
| 14 de outubro de 2017      | Cologne          | Alemanha         | Palladium                    | Khalid                     |  |  |
| 15 de outubro de 2017      | Berlim           | Alemanha         | Tempodrom                    | Khalid                     |  |  |
| 17 de outubro de 2017      | Estocolmo        | Suécia           | Annexet                      | Khalid                     |  |  |
| 18 de outubro de 2017      | Oslo             | Noruega          | Sentrum Scene                | Khalid                     |  |  |
| 19 de outubro de 2017      | Trondheim        | Noruega          | Høyskoledalen                | Khalid                     |  |  |
| Etapa 3 – América do Norte |                  |                  |                              |                            |  |  |
| 21 de outubro de 2017      | Los Angeles      | Estados Unidos   | Hollywood Bowl               | —                          |  |  |
| Etapa 2 – Oceania          |                  |                  |                              |                            |  |  |
| 7 de novembro de 2017      | Dunedin          | Nova Zelândia    | Dunedin Town Hall            | Mermaidens                 |  |  |
| 8 de novembro de 2017      | Christchurch     | Nova Zelândia    | Isaac Theatre Royal          | Yumi Zouma                 |  |  |
| 9 de novembro de 2017      | Christchurch     | Nova Zelândia    | Isaac Theatre Royal          | French for Rabbits         |  |  |
| 11 de novembro de 2017     | Wellington       | Nova Zelândia    | Michael Fowler Centre        | Tapz                       |  |  |
| 12 de novembro de 2017     | Auckland         | Nova Zelândia    | Bruce Mason Centre           | Drax Project               |  |  |
| 14 de novembro de 2017     | Auckland         | Nova Zelândia    | Powerstation                 | David Dallas               |  |  |
| 15 de novembro de 2017     | Auckland         | Nova Zelândia    | Powerstation                 | Matthew Young              |  |  |
| 18 de novembro de 2017     | Perth            | Austrália        | Pioneer Women's Memorial     | George Maple               |  |  |
| 21 de novembro de 2017     | Sydney           | Austrália        | Sydney Opera House Forecourt | George Maple               |  |  |
| 22 de novembro de 2017     | Sydney           | Austrália        | Sydney Opera House Forecourt | George Maple               |  |  |
| 23 de novembro de 2017     | Brisbane         | Austrália        | Riverstage                   | George Maple               |  |  |
| 25 de novembro de 2017     | Canberra         | Austrália        | Commonwealth Park            | —                          |  |  |
| 26 de novembro de 2017     | Melbourne        | Austrália        | Sidney Myer Music Bowl       | George Maple               |  |  |
| Etapa 3 –América do Norte  |                  |                  |                              |                            |  |  |
| 1 de março de 2018         | Milwaukee        | Estados Unidos   | BMO Harris Bradley Center    | Run the Jewels Tove Styrke |  |  |
| 2 de março de 2018         | St. Louis        | Estados Unidos   | Chaifetz Arena               | Run the Jewels Tove Styrke |  |  |
| 3 de março de 2018         | Kansas City      | Estados Unidos   | Sprint Center                | Run the Jewels Tove Styrke |  |  |
| 5 de março de 2018         | Denver           | Estados Unidos   | Pepsi Center                 | Run the Jewels Tove Styrke |  |  |
| 8 de março de 2018         | Vancouver        | Canadá           | Rogers Arena                 | Run the Jewels Tove Styrke |  |  |
| 9 de março de 2018         | Seattle          | Estados Unidos   | KeyArena                     | Run the Jewels Tove Styrke |  |  |
| 10 de março de 2018        | Portland         | Estados Unidos   | Moda Center                  | Run the Jewels Tove Styrke |  |  |
| 12 de março de 2018        | Sacramento       | Estados Unidos   | Golden 1 Center              | Tove Styrke                |  |  |
| 13 de março de 2018        | Oakland          | Estados Unidos   | Oracle Arena                 | Run the Jewels Tove Styrke |  |  |
| 14 de março de 2018        | Los Angeles      | Estados Unidos   | Staples Center               | Tove Styrke                |  |  |
| 16 de março de 2018        | Glendale         | Estados Unidos   | Gila River Arena             | Tove Styrke                |  |  |
| 18 de março de 2018        | Dallas           | Estados Unidos   | American Airlines Center     | Tove Styrke                |  |  |
| 19 de março de 2018        | Houston          | Estados Unidos   | Toyota Center                | Tove Styrke                |  |  |
| 21 de março de 2018        | Tulsa            | Estados Unidos   | BOK Center                   | Tove Styrke                |  |  |
| 23 de março de 2018        | Saint Paul       | Estados Unidos   | Xcel Energy Center           | Tove Styrke                |  |  |
| 24 de março de 2018        | Lincoln          | Estados Unidos   | Pinnacle Bank Arena          | Run the Jewels Mitski      |  |  |
| 25 de março de 2018        | Des Moines       | Estados Unidos   | Wells Fargo Arena            | Run the Jewels Mitski      |  |  |
| 27 de março de 2018        | Rosemont         | Estados Unidos   | Allstate Arena               | Run the Jewels Mitski      |  |  |
| 28 de março de 2018        | Detroit          | Estados Unidos   | Little Caesars Arena         | Run the Jewels Mitski      |  |  |
| 29 de março de 2018        | Toronto          | Canadá           | Air Canada Centre            | Run the Jewels Mitski      |  |  |
| 31 de março de 2018        | Columbus         | Estados Unidos   | Schottenstein Center         | Run the Jewels Mitski      |  |  |
| 2 de abril de 2018         | Filadélfia       | Estados Unidos   | Wells Fargo Center           | Run the Jewels Mitski      |  |  |
| 3 de abril de 2018         | Boston           | Estados Unidos   | TD Garden                    | Run the Jewels Mitski      |  |  |
| 4 de abril de 2018         | Brooklyn         | Estados Unidos   | Barclays Center              | Run the Jewels Mitski      |  |  |
| 6 de abril de 2018         | Newark           | Estados Unidos   | Prudential Center            | Run the Jewels Mitski      |  |  |
| 7 de abril de 2018         | Uncasville       | Estados Unidos   | Mohegan Sun Arena            | Run the Jewels Mitski      |  |  |
| 8 de abril de 2018         | Washington, D.C. | Estados Unidos   | The Anthem                   | Run the Jewels Mitski      |  |  |
| 11 de abril de 2018        | Tampa            | Estados Unidos   | Amalie Arena                 | Mitski                     |  |  |
| 12 de abril de 2018        | Miami            | Estados Unidos   | American Airlines Arena      | Run the Jewels Mitski      |  |  |
| 14 de abril de 2018        | Duluth           | Estados Unidos   | Infinite Energy Arena        | Run the Jewels Mitski      |  |  |
| 15 de abril de 2018        | Nashville        | Estados Unidos   | Bridgestone Arena            | Run the Jewels Mitski      |  |  |
| Etapa 1 – Europa           |                  |                  |                              |                            |  |  |
| 26 de maio de 2018         | Londres          | Inglaterra       | Victoria Park                | —                          |  |  |
| 29 de maio de 2018         | Saint Petersburg | Rússia           | Ice Palace                   | —                          |  |  |
| 31 de maio de 2018         | Moscow           | Rússia           | Crocus City Hall             | —                          |  |  |
| 2 de junho de 2018         | Barcelona        | Espanha          | Parc del Fòrum               | —                          |  |  |
| 7 de junho de 2018         | Porto            | Portugal         | Primavera Sound              |                            |  |  |
| 9 de junho de 2018         | Manchester       | Inglaterra       | Parklife                     |                            |  |  |
| Etapa 3 – Ásia             |                  |                  |                              |                            |  |  |
| 21 de julho de 2018        | Jacarta          | Indonésia        | JIExpo Kemayoran             | —                          |  |  |
| 22 de julho de 2018        | Kuala Lumpur     | Malásia          | The Ranch at Gohtong Jaya    | —                          |  |  |
| Etapa 4 - América do Sul   |                  |                  |                              | —                          |  |  |
| 10 de novembro de 2018     | Santiago         | Chile            | Espacio Broadyway            | —                          |  |  |
| 11 de novembro de 2018     | Buenos Aires     | Argentina        | Club Ciudad                  |                            |  |  |
| 15 de novembro de 2018     | São Paulo        | Brasil           | Memorial da América Latina   |                            |  |  |
| 17 de novembro de 2018     | Cidade do México | México           | Autódromo Hermanos Rodríguez |                            |  |  |

### Apresentações canceladas
| Data               | Cidade   | País   | Local                      | Motivo              |
| ------------------ | -------- | ------ | -------------------------- | ------------------- |
| 5 de junho de 2018 | Tel Aviv | Israel | Tel Aviv Convention Center | Protestos políticos |

### Receitas
| Local                        | Cidade    | Público       | Receita     |
| ---------------------------- | --------- | ------------- | ----------- |
| Zénith de Paris              | Paris     | 4.019 / 6.281 | US$ 193.492 |
| Lotto Arena                  | Antuérpia | 3,804 / 7,348 | US$ 154,145 |
| Sant Jordi Club              | Barcelona | 4.915 / 5.270 | US$ 261.114 |
| Annexet                      | Estocolmo | 3.313 / 3.313 | US$ 178.690 |
| Sydney Opera House Forecourt | Sydney    | 5.527 / 6.305 | US$ 510.759 |
| Riverstage                   | Brisbane  | 7.920 / 8.029 | US$ 720.928 |